# Vittorio Codovilla
Vittorio Codovilla, detto El Gordo (Ottobiano, 8 febbraio 1894 – Mosca, 15 aprile 1970), è stato un politico italiano naturalizzato argentino.
Membro del Partito Socialista Italiano, emigrò in Argentina nel 1912 e ricoprì incarichi di rilievo nel Comintern e nel Partito Comunista Argentino (PCA), di cui fu Segretario generale nel 1941-1963 e Presidente nel 1963-1970.

## Biografia
Nato in una famiglia proletaria, iniziò gli studi superiori a Mortara, cittadina dove entrò a contatto con gli ambienti socialisti, legando con il dirigente locale Egisto Cagnoni. Iscrittosi alla Federazione Giovanile Socialista Italiana Codovilla dovette abbandonare la scuola e iniziare a lavorare come telegrafista. Membro del Partito Socialista dal 1911, s'impegnò attivamente nella campagna antimilitarista e anti-imperialista in seguito allo scoppio della guerra di Libia. A fronte di un suo concreto arresto o invio al fronte in Libia, i dirigenti socialisti lo fecero espatriare in Argentina via Svizzera. Codovilla giunse a Buenos Aires il 12 dicembre 1912. Entrato subito nei quadri della Gioventù Socialista Argentina, ispanizzò il suo nome in Victorio. Entrato nella corrente marxista della Gioventù Socialista, nel 1913 iniziò a pubblicare il periodico Palabra Socialista e fondò il Centro de Estudios Sociales Carlos Marx.
Nel febbraio 1917 Codovilla s'iscrisse al Partito Socialista Argentino e, in occasione del III Congresso Straordinario, aderì all'ala internazionalista e neutralista del partito, in forte dissenso con la direzione centrale, favorevole invece ad una rottura dei rapporti con la Germania. In questo periodo le dinamiche interne al socialismo argentino risentirono fortemente delle conseguenze della Rivoluzione russa. Espulsa l'ala internazionalista, Codovilla partecipò a un Congresso tenutosi a Buenos Aires il 5 e 6 gennaio 1918 sotto la guida di José F. Penelón, che votò la fondazione del Partito Socialista Internazionale (PSI). Delegato al 1° Congresso straordinario del partito, tenutosi il 25-26 dicembre 1920, in cui venne adottato il nome Partido Comunista de la Argentina (PC) e vennero accettate le “21 condizioni” per l'adesione alla Terza Internazionale contenute nella Circolare Zinoviev, sostenne la carica di Rodolfo Ghioldi. Allineato con Penelon e Ghioldi, si contrappose con l'“ala sinistra” del nuovo partito che, dal III Congresso (aprile 1920), rifiutava la formulazione di un programma minimo sullo stile del PS e l'azione parlamentare.
Diventato quadro permanente Comitato Esecutivo del partito nel 1921, Codovilla fu anche uno dei dirigenti del Comité Argentino de Ayuda al Pueblo Ruso, diventato nel 1924 Socorro Obrero. Con la vittoria dell'ala sinistra durante il VI Congresso di Buenos Aires del 25-27 luglio 1924, fu estromesso dal Comitato Esecutivo. Nominato delegato per il Comitato Esecutivo dell'Internazionale Comunista, viaggiò in Europa, visitando Londra e Berlino assistendo ad atti partitari. Nel novembre 1924 giunse infine a Mosca dove s'impegno come vice del consigliere del Comitato Esecutivo dell'Internazionale Comunista per il Sudamerica. Nella capitale russa Codovilla iniziò a tessere una serie di relazioni con la dirigenza sovietica al fine di rafforzare la sua corrente. A marzo partecipa al quinto plenum allargato del Comitato Esecutivo dell'IC, intitolato “Bolscevizzazione dei partiti”, in rappresentanza del Sud America. Di rientro a Buenos Aires si fermò in Francia, Portogallo, Brasile e in Uruguay. Rientrato nella capitale argentina relazionò al Comitato Esecutivo sulla bolscevizzazione del partito. Gli esponenti dell'ala sinistra saranno poi espulsi prima del VII Congresso, che si riunì il 26-28 dicembre 1925, dove Codovilla fu eletto membro del Comitato Centrale e responsabile del lavoro dei gruppi linguistici.
L'8 luglio 1927 Codovilla viene eletto membro dei segretariati latinoamericano e britannico-americano del Congresso straordinario dell'Internazionale comunista, mentre collabora all'organizzazione del Soccorso rosso internazionale. Nel 1929 viene inviato dal Comintern a organizzare il “Primo Congresso” dei partiti comunisti latinoamericani: la Conferenza comunista latinoamericana del 1°-12 giugno 1929 a Buenos Aires. Nel novembre 1929 presenta il rapporto per il Comitato Esecutivo e al Comitato Centrale allargato del PC argentino, in cui definisce "reazionario" e "fascista" il governo del radicale Hipólito Yrigoyen. Dopo il colpo di Stato militare guidato dal generale José F. Uriburu nel settembre 1930, lascia l'Argentina per dedicarsi al lavoro della segreteria sudamericana del Comintern a Montevideo.
Codovilla tornò a Mosca nel 1931 per partecipare, come rappresentante della SSA, all'11° plenum del CE dell'IC. Nella capitale sovietica gli fu affidata la guida della delegazione del Comintern in Spagna, dov'era stata proclamata la Seconda Repubblica. Giunse a Madrid, via Francia, nel marzo 1932 con lo pseudonimo di Luis Medina. In agosto partecipò al Politburo del Partito Comunista di Spagna (PCE), dove promuove lo scioglimento della vecchia direzione guidata da José Bullejos, per promuoverne una nuova guidata da José Díaz Ramos, Dolores Ibárruri e Jesús Hernández Tomás. Arrestato insieme ad altri membri del partito non fu identificato e, di conseguenza, fu presto rilasciato.
Tornato a Madrid, all'inizio del 1936 Codovilla partecipa agli accordi preliminari per la fusione tra l'Unione della Gioventù Comunista di Spagna e la Federazione della Gioventù Socialista di Spagna per ottenere la loro fusione nella Gioventù Socialista Unificata (JUS), che, contro le intenzioni di Largo Caballero, finisce per cadere sotto l'influenza comunista. Nel settembre 1936 si recò a Parigi dove, con i dirigenti comunisti italiani e spagnoli, organizzò la costituzione di quelle che sarebbero diventate le Brigate internazionali, unità militari composte da volontari stranieri che combatteranno dalla parte dei repubblicani durante la guerra civile spagnola.
Nel 1937 fu membro della Commissione politica della Base di Albacete per la formazione delle Brigate internazionali. Alcune testimonianze lo collegano alla repressione dei militanti anarchici e poumisti condotta da agenti della GPU. Il leader italiano Palmiro Togliatti giunto in Spagna a metà del 1937 con poteri plenipotenziari sul PCE, chiese insistentemente a Mosca di rimuovere Codovilla per aver danneggiato il lavoro del Fronte Popolare. Così, nel novembre dello stesso anno il dirigente italo-argentino trasferito a Parigi, dove diresse la Commissione internazionale di solidarietà con la Spagna fino alla fine della guerra. Attraversò clandestinamente il confine belga insieme alla moglie Ítala e si recò, con passaporti falsi, negli Stati Uniti, poi a Cuba e infine in Messico, dove collaborò alla fine del 1939 allo scioglimento della vecchia dirigenza del Partito Comunista Messicano guidata da Hernán Laborde e Ricardo Campa. Successivamente entrò in Venezuela per poi raggiungere il Cile, dove si stabilì per quasi un anno. All'inizio del 1941, dopo undici anni di assenza, tornò clandestinamente in Argentina. Appena arrivato a Buenos Aires, e in clandestinità, Codovilla, insieme a Rodolfo Ghioldi, epurò la vecchia dirigenza del partito, fino ad allora guidato da Luis Víctor Sommi riprendendone saldamente le redini.
Nel febbraio 1943, in vista della formazione di un fronte democratico e antifascista, partecipò, insieme a Ghioldi e Juan José Real, a una riunione con i leader dell'Unione Civica Radicale (UCR). Arrestati dalla polizia all'uscita, Codovilla fu incarcerato prima a Río Gallegos e poi nella provincia di La Pampa. Nell'aprile 1944 fu espulso in Cile, dove il governo locale gli aveva concesso asilo politico. Dall'esilio cileno Codovilla si schierò apertamente contro il regime militare argentino salito al potere con il golpe del 1943. Rimase oltre frontiera sino all'ottobre 1945, quando rientrò nuovamente in Argentina. Nuovamente incarcerato, fu rilasciato negli stessi giorni in cui il colonnello Juan Domingo Perón fu rinchiuso nell'isola Martín García. Aderì alla coalizione Unione Democratica costituita per contrastare Perón nelle elezioni presidenziali del febbraio 1946. Negli anni successivi Codovilla e il Partito Comunista Argentino manterranno una salda linea d'opposizione al peronismo a costo di una dura repressione poliziesca.
Nell'ottobre 1952 è di nuovo a Mosca per partecipare al XIX Congresso del PCUS. Mentre si trova a Roma, Togliatti lo avverte della svolta peronista promossa da Juan José Real nel PC argentino. Tornato improvvisamente a Buenos Aires, Codovilla chiese ed ottenne al Comitato Centrale la destituzione di Real il 7 febbraio 1953, con l'accusa di "deviazione nazionalista". Stalinista ferreo, partecipò come delegato allo storico XX Congresso del PCUS (1956), dove il nuovo Segretario generale, Nikita Sergeevič Chruščëv, denunciò i "crimini di Stalin". Al ritorno dall'URSS, presentò un rapporto al Comitato Centrale del Partito Comunista Argentino dove fornì una versione moderata del rapporto di Chruščëv. L'anno successivo partecipò alla celebrazione del 40° anniversario della Rivoluzione d'ottobre.
Tornato in Argentina, è l'artefice dei negoziati con il leader dell'UCRI, Arturo Frondizi, per il sostegno dei comunisti alla sua candidatura presidenziale.
Nel 1964 Codovilla aprì la Conferenza dei partiti comunisti latinoamericani tenutasi all'Avana, dove ribadì la specificità dei percorsi rivoluzionari a seconda dei Paesi, il che significava attribuire il successo della tattica della lotta armata a Cuba a una situazione eccezionale, che non si estendeva al resto dell'America Latina.
Nel 1966 partecipò al XXIII Congresso del PCUS a Mosca. Nell'aprile dell'anno successivo, nel contesto della dittatura militare del generale Juan Carlos Onganía, Codovilla tenne il suo ultimo discorso pubblico alla VII Conferenza del Partito Comunista Argentino. Malato, partì in ottobre per Mosca, dove non poté partecipare alle celebrazioni per il 50° anniversario della Rivoluzione russa. Nel 1969 fu insignito dell'Ordine della Rivoluzione d'ottobre. Morì nella capitale sovietica dopo due anni di ricovero. Fu sepolto con gli onori ufficiali nel Cimitero di Novodevičij.